# قائمة مواقع التراث العالمي في ليبيا

أدرج عدد من المواقع الليبية، على لائحة التراث العالمي، مطلع ثمانينات القرن الماضي، نظراً لامتلاكها خصائص عالمية، أهلتها لنيل شرف الاعتراف الدولي، بأنها مواقع استثنائية، كونها تعبر عن إنجازات الشعوب المعمارية على مر العصور، وأماكن الجمال والغموض، وتنطوي على أسرار الذاكرة الإنسانية. فليبيا تمتلك مخزوناً وتراثاً هائلاً وفريداً من الآثار خلفتها حضارات وثقافات منذ ما قبل التاريخ وإلى يومنا هذا.
إلا أن هذا التراث الحضاري المميز مهدد وبشدة في الصراعات السياسية التي تعرفها ليبيا في الوقت الراهن.

## تراث من صفحات تاريخ طويل وخطر يحدق به
من الحضارات التي سبقت التاريخ بآلاف السنين مروراً بالحضارات الجرامانتية والأمازيغية والإغريقية والرومانية وفترات الحكم البيزنطية والحضارة الإسلامية، وصولاً لفترات الحكم العثماني والإستعمار الإيطالي، وفترة العصر الراهن، تمتلك ليبيا كماً من آثار تلك الفترات ان استغلت بشكل ايجابي لجعل منها بلداً يعتمد في جزءٍ كبير من دخله الوطني على سياحة الآثار.
أطلق العديد من النشطاء والمهتمين بمجال التراث الإنساني، آثاريون ومؤرخون ليبيون علاوة على مختلف المثقفين والمنظمات الأهلية صيحات فزع، كي يتحمل المجتمع الدولي مسؤولية حماية الآثار الموجودة في ليبيا وهي بالأساس تراث انساني عالمي قبل أن تكون خاصة بالشعب الليبي. وفي هذا الإطار، تحدث مثلا عالم الآثار الفرنسي فانسان ميشال على موجات اذاعة «أر أف أي» الفرنسية قائلا: «يجب أن نصغي لنداءات الاستغاثة هذه». وهو يقيّم الوضع في ليبيا بأنه لا زال غير كارثي ولكنه مرشح أن يحدث فيه أكثر مما حدث في العراق.

## القائمة الرئيسية لمواقع التراث العالمي
| الصورة | الاسم                                       | الموقع والإحداثيات                                         | معيار الإختيار | الرقم | سنة التسجيل | الوصف |
| ------ | ------------------------------------------- | ---------------------------------------------------------- | -------------- | ----- | ----------- | --- |
|        | موقع لبدة الأثري (لبتس ماغنا) (لبدة الكبرى) | الخمس 32°38′21″N 14°17′26″E / 32.63917°N 14.29056°E        | ثقافي          | 183   | 1982        | في عهد الإمبراطورية الرومانية عمل سيبتيموس سيفيروس على جعل لبدة مدينة حضارية بعد أن طورها، حيث تتميز بنصبها العامة الكبيرة ومرفئها الاصطناعي وسوقها ومخازنها ومحترفاتها وأحيائها السكنية.              |
|        | موقع صبراتة الأثري                          | شعبية الزاوية 32°47′32″N 12°29′3″E / 32.79222°N 12.48417°E | ثقافي          | 184   | 1982        | كانت تعتبر صبراتة مركز تجاري فينيقي لمرور منتجات أفريقيا الداخلية، كما أنها شكلت جزءًا من المملكة النوميدية الزائلة في ماسّينيسّا قبل أن تتحول إلى رومانية وأعيد بناؤها في القرنين الثاني والثالث.        |
|        | موقع شحات (قورينة) الأثري                   | شعبية الجبل الأخضر 32°49′N 21°51′E / 32.817°N 21.850°E     | ثقافي          | 190   | 1982        | كانت مستعمرة للإغريق في جزيرة ثيرا وإحدى مدن العالم الهلّيني الأساسية. تحولت إلى مدينة رومانية وظلت عاصمة كبيرة حتى زلزال عام 365 م. بها آثار تعود إلى أكثر من ألف عام.                                 |
|        | مواقع تادرارت أكاكوس الصخرية                | فزان 24°50′N 10°20′E / 24.833°N 10.333°E                   | ثقافي          | 287   | 1985        | عبارة عن مرتفع صخري به آلاف الرسوم الصخرية المختلفة تمثل أشكال حيوانية ونباتية وأساليب الحياة في فترات مختلفة، يعود أقدمها إلى 21 ألف عام ق. م. تقريبًا، ويقدر أحدثها بأنه يعود إلى القرن الأول ميلادي. |
|        | مدينة غدامس القديمة                         | شعبية نالوت 30°8′N 9°30′E / 30.133°N 9.500°E               | ثقافي          | 362   | 1986        | تتميز عمارتها للمنازل، حيث أنها تحتوي على مختلف الطبقات فهناك الطبقة الأرضية لتخزين المؤونة والطبقة العائلية التي تشرف على ممرات مسقوفة مموهة وشرفات مكشوفة مخصصة للنساء.                              |

## مواضيع متعلقة
- ليبيا
- التراث العالمي

### قوائم متعلقة
- قائمة مواقع التراث العالمي في المغرب العربي
- مواقع التراث العالمي في أفريقيا
- قائمة مواقع التراث العالمي في الدول العربية
- قائمة مواقع التراث العالمي في المغرب

## وصلات خارجية
- للإطلاع على جميع النقاط المذكورة في هذه الصفحة: المرجو النظر في خرائط قوقل هنا
- (بالعربية) قائمة التراث العالمي - الموقع الرسمي
- (بالإنجليزية) موقع اليونسكو الخاص باتفاقية حماية التراث العالمي الثقافي والطبيعي
- (بالعربية) الفيديو الوثائقية عن التراث العالمي - هيئة الإذاعة اليابانية
- مواقع اليونيسكو للتراث العالمي في الدول العربية من موقع بطوطة.كوم